# Список наград и номинаций Linkin Park

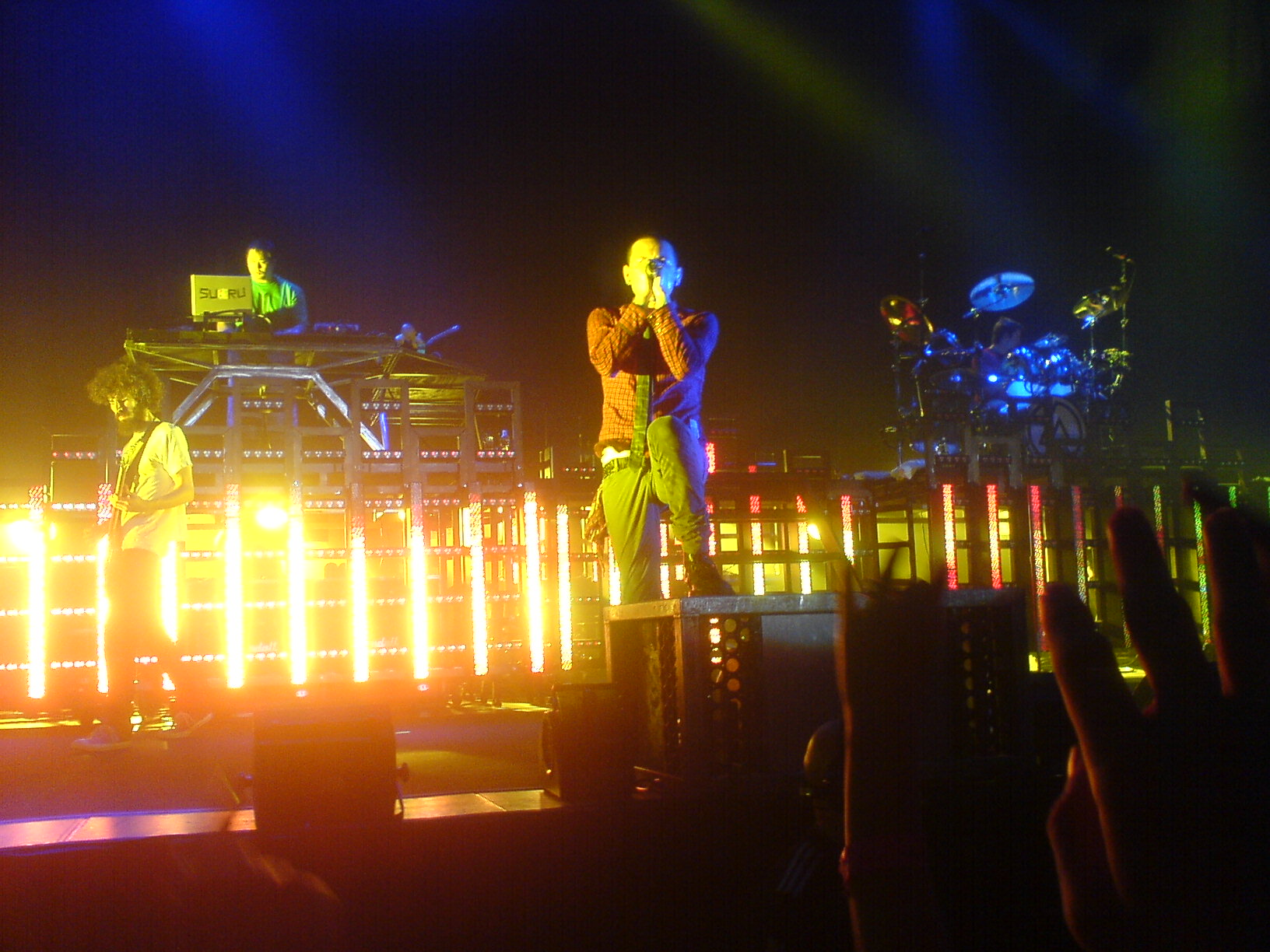
Linkin Park 2007

Linkin Park — американская рок-группа из Агура-Хиллз (штат Калифорния).
Linkin Park выпустили свой дебютный альбом Hybrid Theory 24 октября 2000 (в 2010 году он обрёл «бриллиантовый» статус, присуждаемый RIAA). В 2002 году группа была удостоена премии «Грэмми» в номинации «Лучшее хард рок исполнение». Второй альбом Linkin Park Meteora разошёлся тиражом в более 800,000 экземпляров в первую неделю после начала продаж и был признан самым продаваемым альбомом по версии чартов Billboard «Breaking the Habit», пятый сингл из альбома, стал победителем MTV Asia Award. «Somewhere I Belong», первый сингл, получил премию MTV Video Music Award. После успеха второго альбома группа отложила работу над новым альбомом на несколько лет, Linkin Park продолжали гастролировать и работать над сторонними проектами. В то время Честер Беннингтон появился в проекте DJ Lethal State of the Art и работал с Dead By Sunrise, Майк Шинода сотрудничал с Depeche Mode. В 2004 году группа объединилась с рэпером Jay-Z для работы над совместным альбомом Collision Course; в следующем году Jay-Z и Linkin Park были удостоены «Грэмми» за «Numb/Encore», сингл из альбома. Третий альбом Linkin Park Minutes to Midnight был выпущен в 2007 году, несмотря на то, что первоначально заявлялось о его релизе в 2006 году.. Альбом был номинирован на TMF Award в 2007 году, «What I've Done», сингл с третьего альбома, был номинирован на MTV Video Music Award. Linkin Park получили награду в номинации «Favourite International Artist of Asia» от MTV Asia Awards. 14 сентября 2010 года вышел в свет четвёртый альбом Linkin Park A Thousand Suns. Альбом был два раза номинирован на премии от журнала Billboard и один раз — от MTV Video Music Awards Japan. Первый сингл из альбома, «The Catalyst», был номинирован на MTV Video Music Awards Japan, второй сингл, «Waiting for the End», был номинирован на MTV Video Music Award и Billboard Award.

## Грэмми
«Грэмми» считается наиболее важной музыкальной наградой и вручается ежегодно Национальной академией искусства и науки звукозаписи. Linkin Park получили 2 награды из 6 полученных номинаций.
| Год  | Номинированы за                                              | Награда                                   | Итог      |
| ---- | ------------------------------------------------------------ | ----------------------------------------- | --------- |
| 2002 | «Crawling»                                                   | Лучшее хард-рок исполнение                | Победа    |
| 2002 | Hybrid Theory                                                | Лучший рок-альбом                         | Номинация |
| 2002 | Linkin Park                                                  | Лучший новый артист                       | Номинация |
| 2003 | «Session»                                                    | Лучшее инструментальное рок-исполнение    | Номинация |
| 2006 | «Numb/Encore» (с Jay-Z)                                      | Лучшее рэп/песенное совместное исполнение | Победа    |
| 2010 | «What I’ve Done» (Road to Revolution: Live at Milton Keynes) | Лучшее хард-рок исполнение                | Номинация |

## World Music Awards
World Music Awards — ежегодная премия, вручаемая с 1989 года деятелям музыкальной индустрии на основе продаж релизов, которые учитываются Международной федерацией производителей фонограмм. Linkin Park получили 1 награду.
| Год  | Номинированы за | Награда                           | Итог      |
| ---- | --------------- | --------------------------------- | --------- |
| 2003 | Linkin Park     | Самый продаваемый рок-исполнитель | Победа    |
| 2012 | Linkin Park     | Лучшая группа                     | Ожидается |
| 2012 | Linkin Park     | Лучшее концертное выступление     | Ожидается |
| 2012 | Living Things   | Лучший альбом                     | Ожидается |
| 2012 | «Burn It Down»  | Лучшая песня                      | Ожидается |
| 2012 | «Burn It Down»  | Лучшее видео                      | Ожидается |

## Los Premios Telehit
| Год  | Номинированы за | Награда                         | Итог   |
| ---- | --------------- | ------------------------------- | ------ |
| 2012 | Living Things   | Лучший международный рок-альбом | Победа |

## MuchMusic Video Awards
MuchMusic Video Awards — ежегодная церемония награждения, проводимая канадским музыкальным каналом MuchMusic. Linkin Park получили 2 награды в 2 номинациях.
| Год  | Номинированы за | Награда                                        | Итог   |
| ---- | --------------- | ---------------------------------------------- | ------ |
| 2004 | «Numb»          | Выбор народа: лучший международный исполнитель | Победа |
| 2008 | «Bleed It Out»  | Лучшее международное видео от группы           | Победа |

## Награды MTV

### MTV Europe Music Awards
MTV Europe Music Awards — ежегодная церемония вручения музыкальных наград, основанная телеканалом MTV Европа в 1994 году. Linkin Park выиграли 7 наград в 15 номинациях.
| Год  | Номинированы за     | Награда                                 | Итог      |
| ---- | ------------------- | --------------------------------------- | --------- |
| 2002 | Linkin Park         | Лучший хард-рок исполнитель             | Победа    |
| 2002 | Linkin Park         | Лучшая группа                           | Победа    |
| 2003 | Linkin Park         | Лучший рок-исполнитель                  | Номинация |
| 2004 | Linkin Park         | Лучший рок-исполнитель                  | Победа    |
| 2007 | Linkin Park         | Лучшая группа                           | Победа    |
| 2007 | Minutes to Midnight | Лучший альбом                           | Номинация |
| 2007 | Linkin Park         | Rock Out                                | Номинация |
| 2008 | Linkin Park         | Rock Out                                | Номинация |
| 2008 | Linkin Park         | Лучший хедлайнер                        | Номинация |
| 2009 | Linkin Park         | Лучший рок-исполнитель                  | Номинация |
| 2009 | Linkin Park         | Лучшее выступление в рамках World Stage | Победа    |
| 2010 | Linkin Park         | Лучший рок-исполнитель                  | Номинация |
| 2010 | Linkin Park         | Лучшее концертное выступление           | Победа    |
| 2011 | Linkin Park         | Лучший рок-исполнитель                  | Победа    |
| 2011 | Linkin Park         | Лучшее выступление в рамках World Stage | Номинация |
| 2012 | Linkin Park         | Лучший рок-исполнитель                  | Победа    |
| 2012 | Linkin Park         | Лучший североамериканский исполнитель.  | Номинация |

### MTV Video Music Brazil
MTV Video Music Brasil — ежегодная бразильская церемония вручения наград от MTV. Linkin Park выиграли 3 награды в 4 номинациях.
| Год  | Номинированы за              | Награда                    | Итог      |
| ---- | ---------------------------- | -------------------------- | --------- |
| 2002 | «In the End»                 | Лучшее международное видео | Победа    |
| 2003 | «Somewhere I Belong»         | Лучшее международное видео | Победа    |
| 2004 | «Numb»                       | Лучшее международное видео | Победа    |
| 2005 | «Jigga What/Faint» (с Jay-Z) | Лучшее международное видео | Номинация |

### MTV Asia Awards
MTV Asia Awards — ежегодная азиатская церемония награждения от MTV. Linkin Park получили 6 наград в 7 номинациях.
| Год  | Номинированы за      | Награда                               | Итог      |
| ---- | -------------------- | ------------------------------------- | --------- |
| 2002 | Linkin Park          | Прорыв года                           | Победа    |
| 2003 | «Pts.OF.Athrty»      | Лучшее видео                          | Победа    |
| 2003 | Linkin Park          | Лучший альтернативный исполнитель     | Победа    |
| 2004 | «Breaking the Habit» | Лучшее видео                          | Победа    |
| 2004 | Linkin Park          | Лучшее рок-выступление                | Победа    |
| 2008 | Linkin Park          | Лучший международный исполнитель Азии | Победа    |
| 2008 | Linkin Park          | Bring Da House Down                   | Номинация |

### MTV Game Awards
| Год  | Номинированы за | Награда                   | Итог   |
| ---- | --------------- | ------------------------- | ------ |
| 2011 | «Blackout»      | Лучшая песня в видео-игре | Победа |

### MTV Video Music Awards
MTV Video Music Awards — ежегодная церемония награждения за создание видеоклипов, основанная телеканалом MTV в 1984 году. Linkin Park получили 4 награды в 15 номинациях.
| Год  | Номинированы за       | Награда                    | Итог      |
| ---- | --------------------- | -------------------------- | --------- |
| 2001 | «Crawling»            | Лучшая режиссура в видео   | Номинация |
| 2001 | «Crawling»            | Лучшее рок-видео           | Номинация |
| 2002 | «In the End»          | Лучшее рок-видео           | Победа    |
| 2002 | «In the End»          | Видео года                 | Номинация |
| 2002 | «In the End»          | Лучшее видео группы        | Номинация |
| 2003 | «Somewhere I Belong»  | Лучшее рок-видео           | Победа    |
| 2004 | «Breaking the Habit»  | Выбор зрителей             | Победа    |
| 2004 | «Breaking the Habit»  | Лучшее рок-видео           | Номинация |
| 2007 | «What I’ve Done»      | Лучший монтаж видео        | Номинация |
| 2007 | «What I’ve Done»      | Лучший режиссёр            | Номинация |
| 2007 | Linkin Park           | Лучшая группа              | Номинация |
| 2008 | «Shadow of the Day»   | Лучшее рок-видео           | Победа    |
| 2008 | «Shadow of the Day»   | Лучшая режиссура в видео   | Номинация |
| 2008 | «Bleed It Out»        | Лучшие спецэффекты в видео | Номинация |
| 2011 | «Waiting for the End» | Лучшие спецэффекты         | Номинация |
| 2012 | «Burn It Down»        | Лучшее рок-видео           | Номинация |
| 2012 | «Burn It Down»        | Лучшие визуальные эффекты  | Номинация |

### MTV Video Music Awards Japan
MTV Video Music Awards Japan — ежегодная музыкальная премия, проводимая MTV Japan с 2002 года.
| Год  | Номинированы за         | Награда                  | Итог      |
| ---- | ----------------------- | ------------------------ | --------- |
| 2002 | Linkin Park             | Лучший новый исполнитель | Номинация |
| 2004 | «Somewhere I Belong»    | Лучшее рок-видео         | Номинация |
| 2004 | Meteora                 | Альбом года              | Номинация |
| 2005 | «Breaking the Habit»    | Лучшее видео группы      | Победа    |
| 2005 | «Numb/Encore» (с Jay-Z) | Лучшая совместная работа | Победа    |
| 2008 | «What I’ve Done»        | Лучшее рок-видео         | Номинация |
| 2008 | «What I’ve Done»        | Лучшее видео из фильма   | Номинация |
| 2011 | A Thousand Suns         | Альбом года              | Номинация |
| 2011 | «The Catalyst»          | Лучшее видео группы      | Номинация |
| 2011 | «The Catalyst»          | Лучшее рок-видео         | Номинация |

### mtvU Woodie Awards
| Год  | Номинированы за  | Награда         | Итог      |
| ---- | ---------------- | --------------- | --------- |
| 2007 | Linkin Park      | The Good Woodie | Номинация |
| 2007 | «What I’ve Done» | Viral Woodie    | Номинация |

### Los Premios MTV Latinoamérica
| Год  | Номинированы за | Награда                                | Итог      |
| ---- | --------------- | -------------------------------------- | --------- |
| 2002 | Linkin Park     | Лучший международный новый исполнитель | Номинация |
| 2002 | Linkin Park     | Лучший международный рок-исполнитель   | Номинация |
| 2003 | Linkin Park     | Лучший международный рок-исполнитель   | Номинация |
| 2009 | Linkin Park     | Лучший международный рок-исполнитель   | Номинация |

## Американские премии

### American Music Awards
American Music Awards (AMA) — одна из самых главных церемоний музыкальных наград США. Проводится с 1974 года. Данная премия фактически является основным конкурентом премии Grammy, а также и других музыкальных наград. Linkin Park получили 5 наград в 8 номинациях.
| Год  | Номинированы за     | Награда                               | Итог      |
| ---- | ------------------- | ------------------------------------- | --------- |
| 2003 | Linkin Park         | Лучший альтернативный исполнитель     | Номинация |
| 2003 | Linkin Park         | Лучшая поп/рок-группа                 | Номинация |
| 2003 | Linkin Park         | Лучший альтернативный исполнитель     | Победа    |
| 2004 | Linkin Park         | Лучший альтернативный исполнитель     | Победа    |
| 2007 | Linkin Park         | Лучший альтернативный исполнитель     | Победа    |
| 2007 | Linkin Park         | Лучшая поп/рок-группа                 | Номинация |
| 2007 | Minutes to Midnight | Лучший поп/рок альбом                 | Номинация |
| 2008 | Linkin Park         | Лучший альтернативный рок-исполнитель | Победа    |
| 2012 | Linkin Park         | Лучший альтернативный рок-исполнитель | Победа    |

### Billboard Awards
Billboard Music Awards — ежегодная церемония вручения музыкальных наград, организуемая и спонсируемая журналом Billboard. Одна из трёх крупнейших музнаград в США наряду с Grammy Awards и American Music Awards. В 2011 году Linkin Park были номинированы 6 раз.
| Год  | Номинированы за       | Награда                           | Итог      |
| ---- | --------------------- | --------------------------------- | --------- |
| 2011 | Linkin Park           | Лучший дуэт/группа                | Номинация |
| 2011 | Linkin Park           | Лучший рок-артист                 | Номинация |
| 2011 | Linkin Park           | Лучший альтернативный исполнитель | Номинация |
| 2011 | A Thousand Suns       | Лучший рок-альбом                 | Номинация |
| 2011 | A Thousand Suns       | Лучший альтернативный альбом      | Номинация |
| 2011 | «Waiting for the End» | Лучшая альтернативная песня       | Номинация |

### Nickelodeon Kids' Choice Awards
Kids’ Choice Awards или Nickelodeon Kids' Choice Awards — ежегодная премия, вручаемая каналом Nickelodeon. Linkin Park были номинированы 3 раза.
| Год  | Номинированы за | Награда                   | Итог      |
| ---- | --------------- | ------------------------- | --------- |
| 2008 | Linkin Park     | Лучшая музыкальная группа | Номинация |
| 2009 | Linkin Park     | Лучшая музыкальная группа | Номинация |
| 2010 | Linkin Park     | Лучшая музыкальная группа | Номинация |

### People’s Choice Awards
Премия «Выбор народа» (англ. People’s Choice Awards) — популярная американская премия, которая присуждается деятелям поп-культуры по итогам зрительского голосования. Вручается ежегодно, начиная с 1975 года. Linkin Park были номинированы 3 раза.
| Год  | Номинированы за                            | Награда           | Итог      |
| ---- | ------------------------------------------ | ----------------- | --------- |
| 2007 | «What I’ve Done» (Transformers: The Album) | Лучший саундтрек  | Номинация |
| 2011 | Linkin Park                                | Лучшая рок-группа | Номинация |
| 2012 | Linkin Park                                | Лучшая группа     | Номинация |
| 2013 | Linkin Park                                | Лучшая группа     | Номинация |

### Radio Music Awards
Radio Music Awards — ежегодная музыкальная премия. Linkin Park получили 2 награды в 3 номинациях.
| Год  | Номинированы за | Награда                                          | Итог      |
| ---- | --------------- | ------------------------------------------------ | --------- |
| 2004 | Linkin Park     | Исполнитель года: рок-радио                      | Победа    |
| 2004 | «Numb»          | Песня года: альтернативное/рок-радио             | Победа    |
| 2005 | Linkin Park     | Исполнитель года/Альтернативное и Активное радио | Номинация |

### Scream
Scream — премия телеканала Spike TV, которую вручают с 2006 года за фильмы, телесериалы и комиксы в области научной фантастики, фэнтези и ужасов. Linkin Park получили 1 награду.
| Год  | Номинированы за | Награда      | Итог   |
| ---- | --------------- | ------------ | ------ |
| 2009 | «New Divide»    | Лучшая песня | Победа |

### Spike Guys' Choice Awards
| Год  | Номинированы за | Награда        | Итог   |
| ---- | --------------- | -------------- | ------ |
| 2008 | Linkin Park     | Ballsiest Band | Победа |

### Spike Video Game Awards
| Год  | Номинированы за   | Награда                                          | Итог      |
| ---- | ----------------- | ------------------------------------------------ | --------- |
| 2012 | «Castle of Glass» | Лучшая песня в игре (Medal of Honor: Warfighter) | Номинация |

### Teen Choice Awards
Teen Choice Awards — молодёжная награда, ежегодно присуждаемая компанией Fox. Linkin Park были номинированы 7 раз.
| Год  | Номинированы за       | Награда           | Итог      |
| ---- | --------------------- | ----------------- | --------- |
| 2007 | Linkin Park           | Лучшая рок-группа | Номинация |
| 2007 | «What I’ve Done»      | Лучший рок-трек   | Номинация |
| 2008 | Linkin Park           | Лучшая рок-группа | Номинация |
| 2008 | «Shadow of the Day»   | Лучший рок-трек   | Номинация |
| 2009 | Linkin Park           | Лучшая рок-группа | Номинация |
| 2011 | Linkin Park           | Лучшая рок-группа | Номинация |
| 2011 | «Waiting for the End» | Лучший рок-трек   | Номинация |
| 2012 | Linkin Park           | Лучшая рок-группа | Номинация |

## Европейские премии

### BRIT Awards
Brit Awards (The Brits) — ежегодная церемония вручения музыкальных наград Великобритании в области поп-музыки, основана Британской ассоциацией производителей фонограмм. Linkin Park были номинированы 1 раз.
| Год  | Номинированы за | Награда                    | Итог      |
| ---- | --------------- | -------------------------- | --------- |
| 2002 | Linkin Park     | Лучший международный дебют | Номинация |

### Echo Awards
Echo Awards — ежегодная немецкая премия, проводимая Deutsche Phono-Akademie. Linkin Park получили 4 награды в 9 номинациях.
| Год  | Номинированы за     | Награда                                        | Итог      |
| ---- | ------------------- | ---------------------------------------------- | --------- |
| 2002 | Linkin Park         | Международный дебют года                       | Номинация |
| 2002 | Linkin Park         | Международный исполнитель/группа года          | Победа    |
| 2003 | Linkin Park         | Международный исполнитель/группа года          | Номинация |
| 2004 | Linkin Park         | Международный исполнитель/группа года          | Номинация |
| 2004 | Linkin Park         | Международная группа года                      | Номинация |
| 2008 | Minutes to Midnight | Международный/национальный альбом года         | Номинация |
| 2008 | Linkin Park         | Международная группа года                      | Победа    |
| 2011 | Linkin Park         | Лучшая международная рок/альтернативная группа | Победа    |
| 2013 | Linkin Park         | Лучшая международная рок/альтернативная группа | Победа    |

### Emma Awards
| Год  | Номинированы за | Награда                             | Итог   |
| ---- | --------------- | ----------------------------------- | ------ |
| 2001 | Linkin Park     | Лучший иностранный исполнитель года | Победа |

### Kerrang! Awards
Kerrang! Awards — ежегодная музыкальная премия, проводимая журналом Kerrang!. Linkin Park получили 3 награды.
| Год  | Номинированы за  | Награда                          | Итог      |
| ---- | ---------------- | -------------------------------- | --------- |
| 2001 | Linkin Park      | Лучшее международное выступление | Победа    |
| 2003 | Linkin Park      | Лучшее международное выступление | Победа    |
| 2007 | «What I’ve Done» | Лучшее видео                     | Номинация |
| 2009 | Linkin Park      | Лучшие авторы песен              | Победа    |

### NRJ Music Awards
NRJ Music Awards — церемония награждения, созданная в 2000 году при участи радиостанции NRJ в сотрудничестве с телеканалом TF1. Linkin Park были номинированы 1 раз.
| Год  | Номинированы за | Награда                        | Итог      |
| ---- | --------------- | ------------------------------ | --------- |
| 2008 | Linkin Park     | Международная группа/дуэт года | Номинация |

### Rockbjörnen Award
| Год  | Номинированы за | Награда                 | Итог   |
| ---- | --------------- | ----------------------- | ------ |
| 2001 | Hybrid Theory   | Иностранный альбом года | Победа |
| 2001 | Linkin Park     | Иностранная группа года | Победа |

### Rock Alternative Music Prize
| Год  | Номинированы за | Награда                        | Итог      |
| ---- | --------------- | ------------------------------ | --------- |
| 2009 | Linkin Park     | Международное выступление года | Номинация |

### Swiss Music Awards
| Год  | Номинированы за     | Награда                            | Итог      |
| ---- | ------------------- | ---------------------------------- | --------- |
| 2008 | Minutes to Midnight | Best Album Pop/Rock International. | Номинация |

### TMF Awards
TMF Awards — ежегодная церемония вручения наград, проводимая в прямом эфире телеканала TMF (The Music Factory).
| Год  | Номинированы за     | Награда                | Итог      |
| ---- | ------------------- | ---------------------- | --------- |
| 2007 | Linkin Park         | Лучший рок-исполнитель | Номинация |
| 2007 | Minutes to Midnight | Лучший альбом          | Номинация |

## Billboard Decade-End
| Год  | Номинированы за      | Награда                         | Итог   |
| ---- | -------------------- | ------------------------------- | ------ |
| 2009 | Linkin Park          | Billboard Artists of the Decade | (#19)  |
| 2009 | Linkin Park          | Hot 100 Artist                  | (#56)  |
| 2009 | Linkin Park          | Billboard 200 Artist            | (#5)   |
| 2009 | Linkin Park          | Alternative Artist              | (#1)   |
| 2009 | Linkin Park          | Rock Songs Artist               | (#1)   |
| 2009 | Linkin Park          | Radio Songs Artist              | (#50)  |
| 2009 | Linkin Park          | Hot Digital Songs Artist        | (#36)  |
| 2009 | Hybrid Theory        | Billboard 200 Album             | (#11)  |
| 2009 | Meteora              | Billboard 200 Album             | (#36)  |
| 2009 | Minutes to Midnight  | Billboard 200 Album             | (#154) |
| 2009 | «In the End»         | Radio Songs                     | (#65)  |
| 2009 | «What I’ve Done»     | Hot Digital Songs               | (#95)  |
| 2009 | «In The End»         | Pop Songs                       | (#36)  |
| 2009 | «In The End»         | Rock Songs                      | (#2)   |
| 2009 | «Faint»              | Rock Songs                      | (#13)  |
| 2009 | «Numb»               | Rock Songs                      | (#22)  |
| 2009 | «Somewhere I Belong» | Rock Songs                      | (#33)  |
| 2009 | «One Step Closer»    | Rock Songs                      | (#43)  |
| 2009 | «Crawling»           | Rock Songs                      | (#45)  |
| 2009 | «What I’ve Done»     | Rock Songs                      | (#77)  |
| 2009 | «Breaking the Habit» | Rock Songs                      | (#84)  |
| 2009 | «In The End»         | Alternative Songs               | (#2)   |
| 2009 | «Faint»              | Alternative Songs               | (#8)   |
| 2009 | «Numb»               | Alternative Songs               | (#15)  |
| 2009 | «Somewhere I Belong» | Alternative Songs               | (#24)  |